# Sobran las palabras
«Sobran las palabras» es una canción compuesta y grabada por el cantante español Braulio. Es conocida por haber sido la representante de España en el Festival de la Canción de Eurovisión 1976, celebrado en La Haya.

## Eurovision
La canción se interpretó en el duodécimo lugar de la noche, siguiendo a Fredi & Ystävät de Finlandia con «Pump-Pump» y precediendo a Al Bano & Romina Power de Italia con «We Live It All Again». Al cierre de la votación, había recibido 11 puntos, ubicándose en el puesto 16 de 18.
Micky le sucedió como entrada española en el concurso de 1977 con «Enséñame a cantar».